# Ployshompoo Supasap
Ployshompoo Supasap (tiếng Thái: พลอยชมพู ศุภทรัพย์, phiên âm: Ploi-chom-pu Su-pa-sáp, sinh ngày 05 tháng 01 năm 1995) còn có nghệ danh là Jan (แจน), là một diễn viên, ca sĩ và người mẫu người Thái Lan.
Cô bắt đầu được biết đến qua vai Praepailin trong phim SOTUS năm 2016, một bộ phim truyền hình được sản xuất bởi GMMTV.

## Tiểu sử
Ployshompoo Supasap sinh ra tại Thái Lan. Cô tốt nghiệp trung học tại Bodindecha School và lấy bằng cử nhân Khoa Triết học, Chính trị và Kinh tế của Trường Cao đẳng Nghiên cứu Liên ngành, đại học Thammasat.
Năm 2014, cô bắt đầu gia nhập làng giải trí với sự nghiệp người mẫu. Cô là một trong hai diễn viên trở thành ngôi sao trong quảng cáo B-ing vào năm 2014, sau khi chiến thắng tại "B-ing search competition" và đóng quảng cáo cùng với Kim Tae-yeon (Girls' Generation).
Năm 2016, cô đầu quân cho GMMTV với tư cách diễn viên và cô xuất hiện lần đầu trong bộ phim truyền hình "Senior Secret Love: Puppy Honey". Ngoài ra, cô còn là nhóm trưởng của nhóm nhạc nữ T-Pop SIZZY (trước đây gọi là SISSY) được GMMTV thành lập cùng năm bao gồm Ramida Jiranorraphat (Jane) , Apichaya Saejung (Ciize) và Sarunchana Apisamaimongkol (Aye).

## Chương trình tham gia

### Phim truyền hình
| Năm  | Tên Phim                        | Vai                                                      | Ghi chú                  | Nguồn |
| ---- | ------------------------------- | -------------------------------------------------------- | ------------------------ | ----- |
| 2016 | Senior Secret Love: Puppy Honey | Fun                                                      | Khách mời, tập 1         |       |
| 2016 | SOTUS                           | Praepailin                                               | Vai phụ                  |       |
| 2016 | U-Prince: The Handsome Cowboy   | Cream                                                    | Khách mời                |       |
| 2017 | U-Prince: The Foxy Pilot        | Cream                                                    | Khách mời                |       |
| 2017 | U-Prince: The Playful Comm-Arts | Cream                                                    | Vai phụ                  |       |
| 2017 | U-Prince: The Crazy Artist      | Cream                                                    | Vai phụ                  |       |
| 2017 | U-Prince: The Badly Politics    | Cream                                                    | Vai phụ                  |       |
| 2017 | Slam Dance                      | Praemai                                                  | Vai phụ                  |       |
| 2017 | Fabulous 30: The Series         | Gift                                                     | Vai phụ                  |       |
| 2017 | SOTUS S: The Series             | Praepailin                                               | Vai phụ                  |       |
| 2018 | Wake Up Ladies                  | New (Wake Up Shy Girl)                                   | Khách mời, tập 5-12      |       |
| 2018 | YOUniverse                      | Sun                                                      | Vai chính                |       |
| 2018 | Happy Birthday                  | Noinha                                                   | Vai phụ                  |       |
| 2018 | Our Skyy                        | Praepailin                                               | Vai phụ, tập 5           |       |
| 2019 | Wolf                            | Khwan                                                    | Khách mời, tập 6         |       |
| 2019 | The Charming Step Mom           | Namfon                                                   | Vai phụ                  |       |
| 2019 | One Night Steal                 | Bono                                                     | Vai phụ                  |       |
| 2020 | Who Are You                     | Tida Traiwitsakul                                        | Vai chính                |       |
| 2020 | Tonhon Chonlatee                | Miriam                                                   | Vai phụ                  |       |
| 2021 | Nabi, My Stepdarling            | Saendee / "Saen"                                         | Vai phụ                  |       |
| 2021 | Mr. Lipstick                    | Pijika                                                   | Vai phụ                  |       |
| 2021 | Fish Upon the Sky               | Bam                                                      | Khách mời, tập 8-9,11-12 |       |
| 2021 | F4 Thailand: Boys Over Flowers  | Aum (Natnada Saenthaweesuk) (Câu chuyện bí mật của Iris) | Khách mời, tập 9-12      |       |
| 2022 | Midnight Motel                  | Kat                                                      | Vai chính                |       |
| 2022 | Cupid's Last Wish               | Lin                                                      | Vai chính                | [ 5 ] |
| 2022 | P.S. I Hate You                 | Meena                                                    | Vai chính                |       |
| 2022 | The Warp Effect                 | Nim                                                      | Vai chính                | [ 6 ] |
| 2023 | Cherry Magic                    | Pai                                                      | Vai phụ                  |       |
| 2023 | Loneliness Society              | Katie                                                    | Vai phụ                  |       |
| 2023 | Home School                     | Phinya                                                   | Khách mới, Tập 12-13     |       |
| 2024 | Peaceful Property               | Pang Pang                                                | Vai chính                |       |

### Truyền hình thực tế
| Năm  | Tên chương trình                         | Vai trò   | Đài          | Ghi chú                                                      | Nguồn |
| ---- | ---------------------------------------- | --------- | ------------ | ------------------------------------------------------------ | ----- |
| 2017 | #TEAMGIRL                                | Khách mời | GMM 25       | Tập 43, 62-65, 82-87, 94, 111-112, 117-120, 129-130          |       |
| 2017 | Q&A with Admin                           | Khách mời |              | Tập 6                                                        |       |
| 2018 | School Rangers                           | Khách mời | GMM 25       | Tập 44-46, 47-48, 99-101, 133-134, 165-166, 218-219, 233-234 |       |
| 2018 | Kor Koo Tam Mai Pen                      | Khách mời | GMM 25       | Tập 7                                                        |       |
| 2018 | Dtaeng Naa Gun Krap                      | Khách mời | GMM 25       | Tập 1                                                        |       |
| 2018 | Yai & the Grandsons                      | Khách mời | Youtube      | Tập 11-14                                                    |       |
| 2019 | Arm Share                                | Khách mời | GMMTV        | Tập 12, 27, 43, 46, 73-74, 93, 100, 107, 111                 |       |
| 2019 | Let's Play Challenge Special             | Khách mời | Youtube      | Tập 10, 12                                                   |       |
| 2020 | Talk with Toey                           | Khách mời | GMM 25       | Tập 37                                                       |       |
| 2020 | Come & Join Gun                          | Khách mời | GMM 25       | Tập 4                                                        |       |
| 2020 | Share Loma                               | Khách mời | Youtube      | Tập 16                                                       |       |
| 2020 | Friend Drive                             | Khách mời | GMM 25       | Tập 17                                                       |       |
| 2020 | LogLog                                   | Khách mời | Youtube      | Tập 17                                                       |       |
| 2020 | Two Tigers                               | Khách mời | Youtube      | Tập 6                                                        |       |
| 2021 | Krahai Lao                               | Khách mời | Youtube      | Tập 5                                                        |       |
| 2021 | You'll See                               | Khách mời | Youtube      | Tập 3                                                        |       |
| 2021 | E.M.S Earth-Mix Space                    | Khách mời | GMM25        | Tập 13                                                       |       |
| 2021 | TOPTAPTALK                               | Khách mời | Youtube      | Tập 23                                                       |       |
| 2022 | Ohm Nanon Upvel                          | Khách mời | GMM25        | Tập 6                                                        |       |
| 2022 | Let’s Play Lay’s 24 Hrs                  | Khách mời | Youtube      | Tập 2                                                        |       |
| 2022 | Baddy 3 Friends                          | Khách mời | Youtube      | Tập 13                                                       |       |
| 2022 | What Is in Your Car?                     | Khách mời | Youtube      | Tập 2,13                                                     |       |
| 2022 | PearPlus Nud Joy                         | Khách mời | Youtube      | Tập 10                                                       |       |
| 2022 | 10 Fight 10 Season 3                     | Khách mời | Workpoint TV | Tập 3                                                        |       |
| 2022 | Project Alpha                            | Khách mời | GMM25        | Tập 8                                                        |       |
| 2023 | Project Alpha Special                    | Khách mời | GMM25        |                                                              |       |
| 2023 | A Free Meal Chance. May Pepsi Treat You? | Khách mời | GMM25        | Tập 4                                                        |       |

## Video âm nhạc
| Năm  | Bài hát                                         | Ca sĩ                                       | Vai trò   | Nguồn  |
| ---- | ----------------------------------------------- | ------------------------------------------- | --------- | ------ |
| 2015 | Roop Mai Lor Mee Sit Mai Krup รูปไม่หล่อมีสิทธิ์ไหมครับ | Cowboy Feat.Dao Kummin, Pong Phattalung     | Khách mời | [ 7 ]  |
| 2015 | Ror Chun Yoo Dtrong Nun รอฉันอยู่ตรงนั้น             | Kacha Nontanun Feat.Fukkling Hero           | Khách mời | [ 8 ]  |
| 2016 | Aep Pur Jur แอบเพ้อเจ้อ                           | Songkran                                    | Khách mời | [ 9 ]  |
| 2016 | ร่มคันหนึ่ง                                         | The Sound Blossom Feat.Mon Pure             | Khách mời | [ 10 ] |
| 2017 | รู้งี้                                              | Phrik Supavej feat. BABY$CA$H & Chocolate-T | Khách mời | [ 11 ] |
| 2017 | Hua Jai Roon Yai หัวใจรุ่นใหญ่                      | Bedroom Audio                               | Khách mời | [ 12 ] |
| 2017 | Just in my mind ปากแข็ง                          | Mild                                        | Khách mời | [ 13 ] |
| 2018 | YOUniverse จักรวาลเธอ                            | Nanon Korapat                               | Khách mời | [ 14 ] |
| 2018 | ผู้บ่าวรองเท้าแตะ (รัก ฝัน ส้นตีน)                      | Kong Huayrai                                | Khách mời | [ 15 ] |
| 2020 | Cute Cute มองกี่ทีก็น่ารัก                            | Nanon Korapat                               | Khách mời | [ 16 ] |
| 2021 | Starring ใครคิดถึงก่อนคนนั้นแพ้                       | LOSTBOYS                                    | Khách mời | [ 17 ] |
| 2021 | My Universe is You จักรวาลที่ฉันต้องการมีแค่เธอ        | Nanon Korapat                               | Khách mời | [ 18 ] |
| 2021 | เขาดีอย่างนั้นแล้วเลิกกันทำไม                          | LOSTBOYS                                    | Khách mời | [ 19 ] |
| 2022 | ทักครับ                                           | Lipta Feat.GUYGEEGEE                        | Khách mời |        |

## Giải thưởng và đề cử
| Năm  | Giải thưởng                     | Hạng mục                                         | Tác phẩm                     | Kết quả   | Nguồn  |
| ---- | ------------------------------- | ------------------------------------------------ | ---------------------------- | --------- | ------ |
| 2020 | Zoomdara Awards & Showcase 2020 | Single Hits with Zoom                            | (Love Score) - SIZZY x Nanon | Đoạt giải | [ 20 ] |
| 2020 | Zoomdara Awards 2020            | Best Actress in a Villain Role                   | Tida - Who Are You           | Đoạt giải |        |
| 2021 | KAZZ AWARDS 2021                | A young girl who hits the heart of the year 2021 | -                            | Đoạt giải | [ 21 ] |
| 2022 | KAZZ AWARDS 2022                | Bang girl of the year 2022                       |                              | Đoạt giải |        |